# Carlos Serrano de Osma
Carlos Serrano de Osma (Madrid, 16 de gener de 1916 − Alacant, 26 de juliol de 1984) fou un crític i director de cinema madrileny conegut per les insòlites i arriscades pel·lícules que realitzà als anys de la postguerra. A partir de 1960 es dedicà a la confecció de guions i realitzà diferents col·laboracions a Televisió Espanyola.

## Curtmetratges[2]
- Estampas de luz (1941), encarregat per l'ONCE
- Cáceres (1941)
- Compostela, ciudad universitària (1944), sobre el VI Consejo Nacional del SEU

## Documentals[2]
- Silicosis (1943), documental científic
- Peste blanca (1943), documental científic
- Tuberculosis osteoarticular (1944), documental científic, amb Aniceto Fernández Armayor
- Escoliosis (1944), documental científic.
- Infància recobrada, curtmetratge propagandístic, amb Aniceto Fernández Armayor.
- Ávila (1958), documental
- Soria, doce linajes (1959)
- Tierras de Soria (1959)

## Pel·lícules
Trilogia tel·lúrica de 1946 a 1947, amb la productora catalana Producciones BOGA i acompanyat de Pere Lazaga i José G. Ubieta:
- Abel Sánchez: Historia de una pasión (1947). Guió adaptat per Pere Lazaga de l'obra de Miguel de Unamuno, rodada als Estudis Diagonal de Barcelona.
- Embrujo (1947).Amb els artistes flamencs Lola Flores i Manolo Caracol, i Fernando Fernán Gómez. Rodada als Estudis Orphea Film de Barcelona. També va ser estrenada al Cine Prado de Mèxic D.F. el 26 d'abril de 1951.
- La sirena negra (1947).Guió adaptat per Pere Lazaga i el mateix Serrano de l'obra d'Emilia Pardo Bazán. Rodat els Estudis Diagonal de Barcelona i exteriors a la província de Girona amb algun pla general de Galicia. Amb l'actor Fernando Fernán Gómez.

Pel·lícules de 1947 a 1953
- La sombra iluminada (1948). Produïda per Taurus Films als Estudis CEA de Madrid.
- Rostro al mar (1951). Produïda per Titán Films i rodada als Estudis Orphea Film, indrets de la Costa Brava i Marsella.
- Parsifal (1951). Serrano va participar com a Realitzador Tècnic. Produïda per Saturnino Huguet, SA i rodada per Estudis Orphea Film, amb exteriors al Montseny i Montserrat

Etapa Industrias Fílmicas Españolas (1953-1957)
- La principessa delle Canarie (1954).

Etapa Visor Films de 1958 a 1969
- La rosa roja (1960). Historia de la cantaora "La Parrala". Rodada en Moguer (Huelva), Cadis i Sevilla. A Barcelona es va rodar als Estudis Orphea Films i exteriors a localitats properes.

## Publicacions, articles i col·laboracions
- Popular Film: revista cinema, primer article: Debemos Protestar (1933)[7]
- Nuestro Cinema, revista
- Grupo de escritores cinematográficos independientes (GECI)
- Studio Nuestro Cinema, cineclub
- Cinestudio universitario
- Radiocinema (1936),
- Ahora (1937), diari
- Haz (1943), revista cine
- Cine Experimental (1944-1946), revista
- Instituto de Investigaciones y experiencias cinematograficas, IIEC, (1947), professor de l'assignatura de realització artística.

## Premis i nominacions

### Nominacions
- 1952: Gran Premi del Jurat al Festival de Canes per Parsifal